# 塞哥維亞省
塞哥維亞省（西班牙語：Provincia de Segovia）是西班牙中部的一个省，隶属卡斯蒂利亚-莱昂自治区。周边省份包含布尔戈斯省、索里亚省、瓜达拉哈拉省、马德里省、阿维拉省、瓦拉多利德省。该省总面积6921平方公里，2017年总人口154,184，其中35%居住于省会塞哥維亞。塞戈维亚省包含209个区。

## 经济
塞戈维亚省经济以农业为主，出产小麦、大麦、黑麦、大麻、亚麻和蔬菜。饲养羊、牛和猪。
开采大理石和花岗岩。旅游业和工业集中在省会塞哥维亚市。现有制陶、面粉、食品和化肥等工业。